# اچ‌ام‌اس استرلت (۲اس)
اچ‌ام‌اس استرلت (۲اس) (به انگلیسی: HMS Sterlet (2S)) یک زیردریایی بود که طول آن ۲۰۸ فوت ۹ اینچ (۶۳٫۶۳ متر) بود. این زیردریایی در سال ۱۹۳۷ ساخته شد.